# Contrasts
Contrasts är ett album av den azeriska jazzartisten Aziza Mustafa Zadeh som släpptes år 2006. Detta är även hennes senaste kreation.

## Spårlista
1. Singing Nature - 5.09
2. Night Life in Georgien - 3:28
3. Stars Dance - 5:23
4. Dreaming Sheherezadeh - 2:50
5. Bachuana - 1:45
6. Last Days of Chopin - 3:38
7. Past of Future - 5:12
8. Contrasts - 5:36
9. Egocentric Bumble-Bee - 1:30
10. Jazzerei in Träumerei - 4:30
11. Bolero - 5:43
12. The Way to the Palace - 1:38
13. The Mirror of the Miracles - 1:45
14. The Nightingale & The Rose - 4:45
15. Cloudy Evening - 3:26

## Musiker
- Aziza Mustafa Zadeh - Flygel och Sång